# Kōki Katō
Kōki Katō (加藤公基?, Katō Kōki; 18 marzo 1984) è un ex giocatore di football americano giapponese, che ha giocato come defensive back.